# Ritratto di Elisabetta Piavani Ghidotti
Il Ritratto di Elisabetta Piavani Ghidotti è un dipinto a olio su tela di Vittore Ghislandi detto Fra Galgario, realizzato nel 1725 circa e conservato nella pinacoteca dell'Accademia Carrara di Bergamo. 

## Storia
Vittore Ghislandi, conosciuto come Fra Galgario, per aver trascorso molti anni da frate laico, nel Convento del Galgario e dove morì nel 1743. La sua intensa attività di ritrattista lo ha reso uno dei più importanti e decisivi ritrattisti dando testimonianza di quella che era la nobiltà e l'aristocrazia del Settecento bergamasco.
Il dipinto era di proprietà della famiglia Ghidotti, passando poi nel 1730 per legato all'Ospedale Maggiore di Bergamo, e successivamente nel 1926, dagli Ospedali Riuniti in deposito all'Accademia Carrara. Il dipinto risulta fosse presente ancora nel 1931 nella sala del  Consiglio degli istituti Ospedalieri. Se si considera che l'artista non amava realizzare ritratti femminili, avendo quasi una  sessuofobia che scoraggiava a eseguire tali opere, si deduce che a eseguire questa fu quasi obbligato. Non si conosce chi fosse il soggetto ritratto però la provenienza del dipinto, che era di proprietà dell'Ospedale Maggiore, e che Bartolomeo Ghidotti, aveva predisposto un legato che comprendeva anche questo dipinto, si ritiene che Elisabetta fosse sua moglie, non certo persona nobile ma di quella borghesia che per presentarsi aveva bisogno di essere pubblica, e il ritratto dell'artista sarebbe stato un buon biglietto da visita.
Il dipinto fu esposto in molte mostre sia nazionali che internazionali dal 1938 a Roma, nel 1956 a Varsavia e nel 1982 a Parigi, e Luxemburgo nel 1995, nonché inserito in numerose pubblicazioni bibliografiche che si occuparono di ritrattistica.

## Descrizione
Il dipinto riporta in altro a sinistra il nome del personaggio che vi è raffigurato: «ELISABETTA / PIAVANI / GHIDOTTI / 1950» ed è conservato in una semplice cornice di legno modanata e dorata. La tela fu interessata a molte esposizioni proprio per la sua resa materica delle stoffe. Scriverà Giovanni Testori esulando quello che era l'aspetto psicologico del soggetto raffigurato e anche lil carattere rococò dell'opera: 
(Giovanni Testori-1970)
Il dipinto raffigura quindi questa signora che non era certo una nobile, ma che doveva raggiungere un certo livello inserendosi in quella che era la nuova aristocrazia di Bergamo, in abiti particolarmente curati e ricchi. La donna indossa una bianca camicia e un corsetto in seta legato con lecci neri, stretto in vita e damascato di verde. Il corsetto termina sulle braccia con ricami in trina. Un aveste del medesimo colore conclude l'abbigliamento. Sul capo ha una parrucca bianca con tupè, e un'ampia sciarpa in seta azzurra pare le scorra tra le mani fino a raggiungere le spalle e terminare sulla spalla destra. L'immagine è inserita in un ovale scuro ma definito mentre la parte superiore destra vi è la scritta sicuramente inserita in epoca successiva la realizzazione dell'opera. Parrebbe che la datazione 1750 sia riferibile all'anno di morte della donna, sicuramente successiva a quella dell'artista.
Sicuramente il personaggio è stato raffigurato dall'aspetto più giovanile di non quanto lo fosse, e anche l'abito corrisponderebbe a una dama molto importante con un'impronta francese. Fra Galgario preferì quindi dare maggior importanza all'aspetto esteriore, confermando la sua avversione ai ritratti femminili, che lo obbligavano a entrare nella psicologia delle donne, cosa a cui lui si allontanava. L'interesse alla pittura francese con lo studio di Pierre Roumier attivo a Bergamo porterebbe la realizzazione dell'opera al terzo decennio del Settecento.